# Coronación de Fernando I de Austria como rey de Bohemia

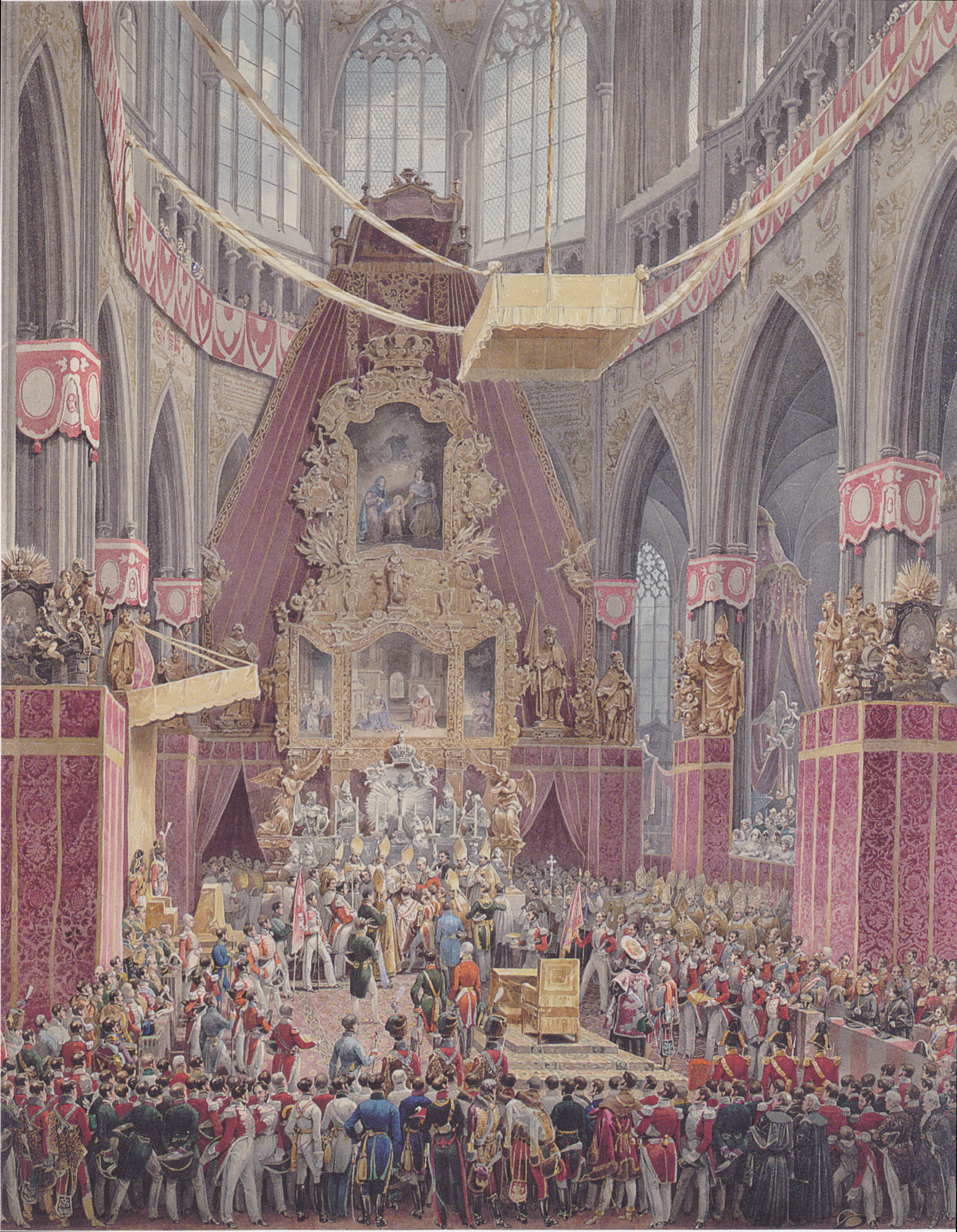
Interior de la catedral de San Vito durante la ceremonia por Eduard Gurk (1836)

La coronación de Fernando I de Austria fue un acontecimiento histórico acaecido en 1836. 

## Antecedentes
Fernando I de Austria había accedido al trono del Imperio austríaco tras la muerte de su padre Francisco I, el 2 de marzo de 1835. El reino de Bohemia formaba parte de los territorios hereditarios de los Habsburgo desde el siglo XVI. Como en muchos otros reinos, la coronación formaba parte de la identidad histórica de Bohemia, que contaba con una corona con nombre propio, la corona de San Venceslao, de forma similar a Hungría que contaba con la corona de San Esteban. 
El nuevo rey de Bohemia era coronado en la catedral de San Vito en el castillo de Praga. También siguiendo la tradición, se decidió que la esposa de Fernando, María Ana de Cerdeña fuese coronada como reina de Bohemia. 
La coronación fue un hito dentro del resurgir nacional bohemo, ya que la anterior coronación había sido la del difunto Francisco I. La fecha de la coronación se fijó para el 7 de septiembre de 1836. 
Fernando I contaba con una frágil salud que incluía crisis epilépticas y capacidades intelectuales limitadas. A ello se unía una fisionomía con un desarrollo desproporcionado de la cabeza frente al resto del cuerpo. A pesar de ello la coronación transcurriría con una relativa tranquilidad.

## Desarrollo
La coronación se llevó a cabo de acuerdo con un ceremonial publicado previamente.  
En primer lugar, se celebró una entrada solemne del monarca en la ciudad, contando con la participación de los magistrados, burgueses o los miembros de la universidad y de los colegios.  
La ceremonia se produjo en la catedral gótica de San Vito, enclavada en el castillo de Praga. Fernando fue recibido por el arzobispo de Praga y el obispo de Ceske Budejovice. Después se dijo una misa solemne a la que siguió la coronación propiamente dicha. Esta parte se compuso del juramento de fidelidad (que el monarca pronunció de forma inenteligible), la unción con los óleos, la coronación por el arzobispo de Praga y el juramento de fidelidad al rey por los miembros de los Estados de Bohemia. 
Su esposa fue coronada en la misma ceremonia. En el caso de su mujer fue coronada por otra mujer, su prima María Teresa de Austria-Teschen, como abadesa de la Institución de Damas Nobles del Castillo de Praga. Este cargo era ocupado por una archiduquesa de Austria soltera y tenía el privilegio de coronar a las reinas de Bohemia. 
Tras estas ceremonias se llevó a cabo el banquete de la coronación en la sala de Venceslao del castillo de Praga.

## Consecuencias
Como en otras celebraciones similares, la coronación se conmemoró con grandes festejos. Se acuñaron distintas monedas conmemorativas y para ser tiradas al público asistente durante la procesión.
Fueron los últimos monarcas bohemos en ser coronados. En el ámbito político la coronación no produjo grandes cambios para el reino.
En 1838, Fernando I volvería ser coronado como rey de Lombardía-Venecia (en la que constituiría su tercera coronación).

## Galería

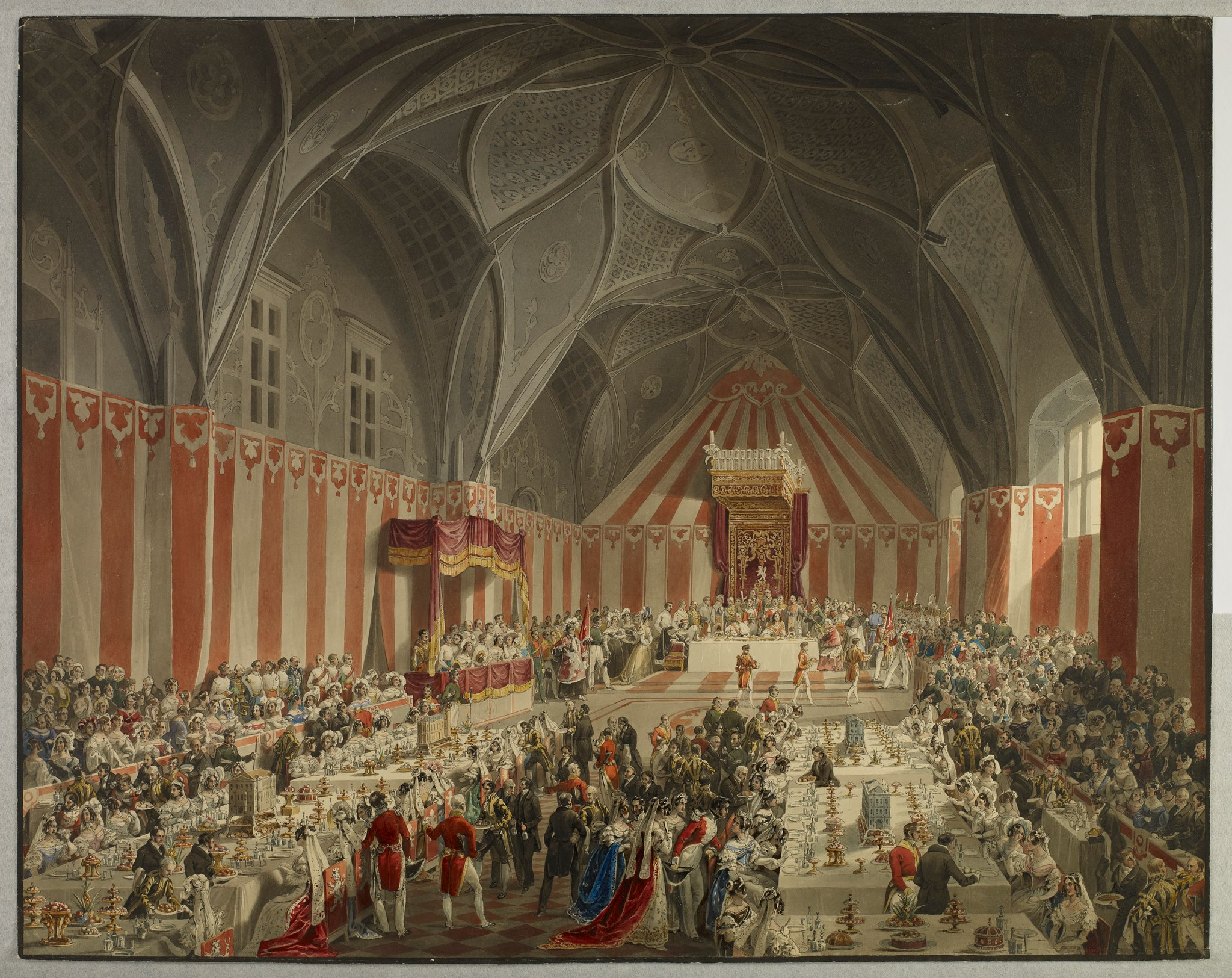
El banquete de la coronación en la sala de Venceslao del castillo de Praga por Eduard Gurk. (1836)
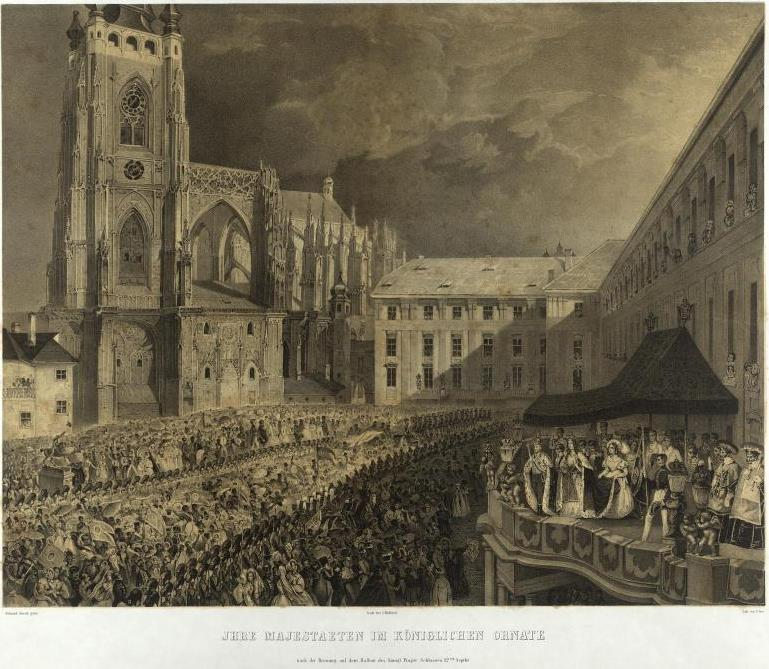
La procesión posterior a la coronación pasando por delante de un balcón del castillo donde se encuentran los nuevos monarcas. Litografía de Faustin Herr según Eduard Gurk. (1836)